# Machismo

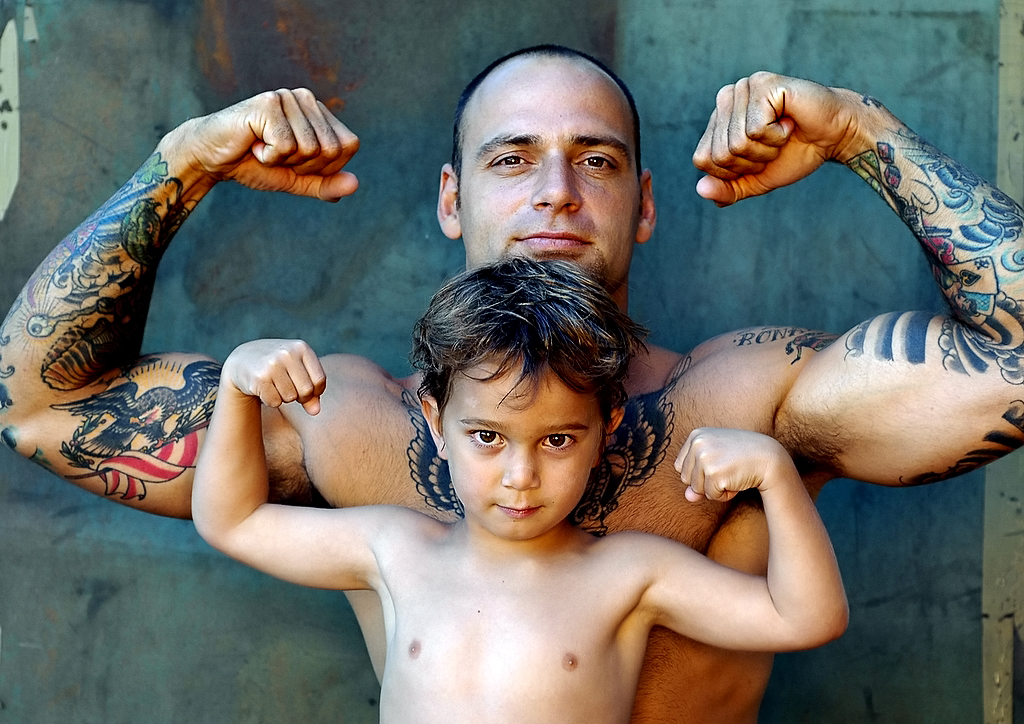
O conceito de machismo também pode ser atribuído à masculinidade, além da representação negativa por conta de uma alegada "superioridade masculina".

Machismo (do espanhol e do português "macho") é uma forma de discriminação sexista misógina associada a "uma masculinidade exagerada" que prega a inferioridade da mulher e a ideia de que o homem é o líder superior. Basicamente, refere-se à suposição de que a masculinidade é superior à feminilidade (conceito semelhante à masculinidade hegemônica de R.W. Connell), no sentido de que supostos traços femininos entre homens (os traços historicamente vistos como femininos entre as mulheres) devem ser considerados indesejáveis, socialmente reprováveis ou desvios. 
O termo é universalmente usado para descrever um conjunto negativo de comportamentos hipermasculinos, que coloca homens em uma posição dominante sobre as mulheres e outros homens, e tem sido usado de várias maneiras para coisas diferentes, às vezes contraditórias, sendo tipicamente associado como uma imputação de traços de caráter negativos relacionados à masculinidade. As atitudes e os comportamentos machistas podem ser mal vistos ou encorajados em vários graus em várias sociedades ou subculturas - embora seja frequentemente associado a matizes patriarcais, principalmente nas visões atuais do passado.
Na América Latina, a cientista política Evelyn Stevens identifica o machismo como o "outro lado do marianismo" ao explicar o fenômeno latino de considerar mulheres "santas ou prostitutas".
Durante o movimento de libertação feminina das décadas de 1960 e 1970, o termo começou a ser usado por feministas latino-americanas para descrever a agressão masculina e a violência. O termo foi usado por feministas latinas e estudiosos para criticar a estrutura patriarcal das relações de gênero nas comunidades latinas. Seu objetivo era descrever uma determinada marca latino-americana de patriarcado.

## Etimologia e definição
"Macho" em português, é usado como adjetivo e também como substantivo. Preserva os mesmos significados do Latim masculus. Por metáfora, passou a ser empregado como termo de algumas áreas técnicas como arquitetura carpintaria, náutica, serralheria e tecnologia. Como adjetivo, masculus preserva os mesmos significados de "macho" e não apresenta uso em áreas técnicas ou específicas como acorre como "macho".

### Chauvinismo
A palavra “chauvinista” foi originalmente usada para descrever alguém fanaticamente leal ao seu país, mas a partir do movimento de libertação da mulher, nos anos 60, passou a ser usada para descrever os homens que mantém a crença na inferioridade da mulher, especialmente nos países de língua inglesa. A expressão, "chauvinista masculino", é proveniente do nome de Nicolas Chauvin, soldado francês que foi considerado o melhor exemplo de como um homem deve ser, era corajoso, honrado e perseverante. No espaço lusófono, o termo chauvinista é utilizado, mas “machista” é muito mais comum.

### Cavalheirismo
"Caballerismo" em espanhol, ou "cavalheirismo" no idioma português, é uma compreensão latino-americana da virilidade que se concentra na honra e no cavalheirismo. O significado literal de caballero é "cavalheiro", mas significados mais metafóricos são "aristocrata" e "homem honrado" (aquele que segue um código de honra como os cavaleiros costumavam fazer ou que compartilham certos valores e ideais associados a eles). Estudantes latino-americanos observaram que as descrições positivas do machismo se assemelham às características associadas ao conceito de cavalheirismo. As compreensões do machismo nas culturas latino-americanas não são todas negativas; Eles também envolvem características como honra, responsabilidade, perseverança e coragem, relacionadas com a interação individual e em grupo. Estudos mostram que os homens latino-americanos compreendem a masculinidade como envolvendo consideráveis responsabilidades de assistência à infância, polidez, respeito à autonomia das mulheres e atitudes e comportamentos não-violentos. Desta forma, o machismo passa a significar o entendimento positivo e negativo da identidade masculina latino-americana dentro do contexto do imigrante. Portanto, o machismo, como todas as construções sociais de identidade, deve ser entendido como tendo múltiplas camadas.

## Abordagem histórica

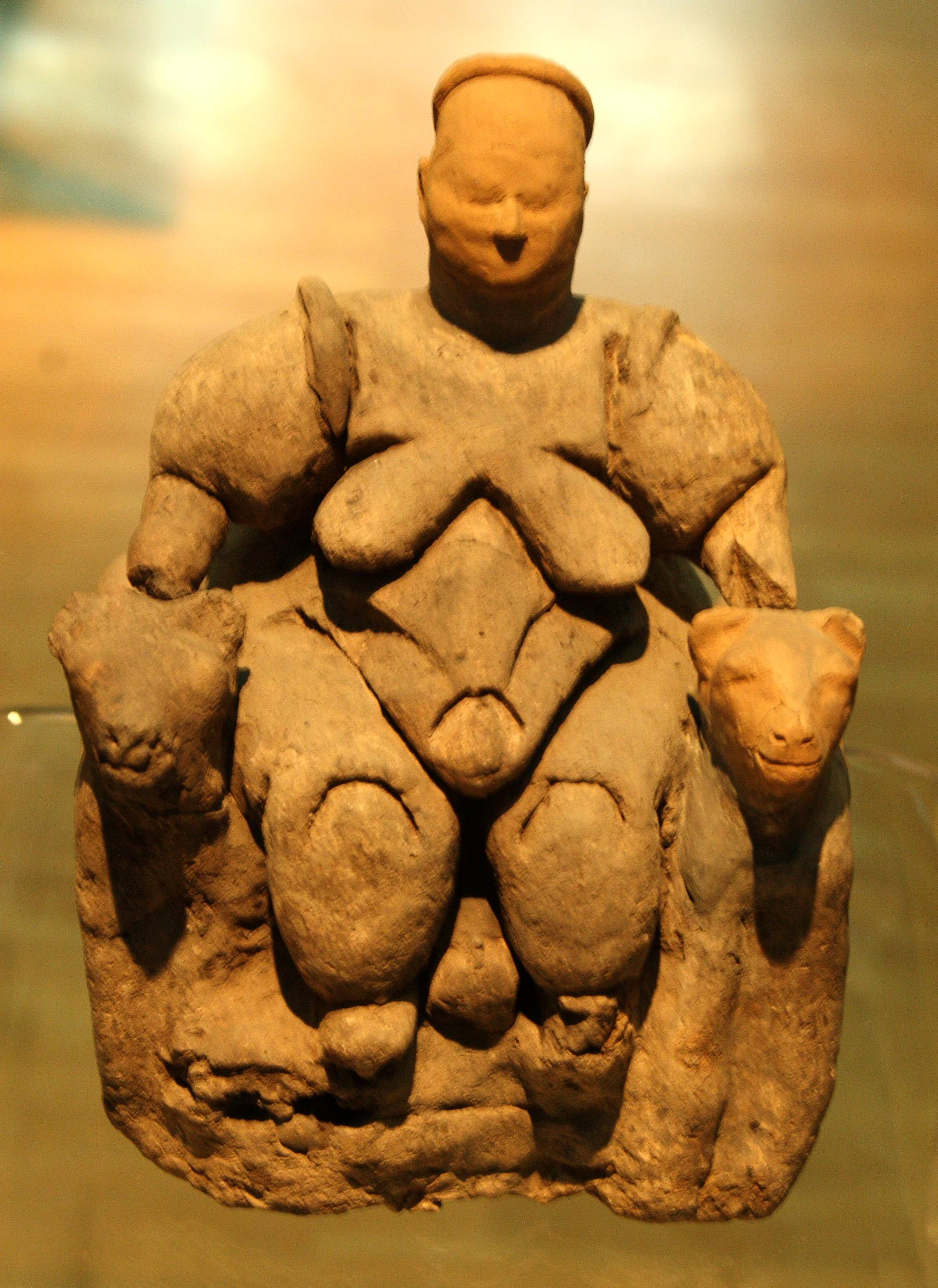
Representação da deusa da fertilidade no sexto milênio a.C., demonstrando que as mulheres foram cultuadas e valorizadas na pré-história.

Nas sociedades pré-históricas, o papel social da mulher era bastante valorizado, sendo muito cultuado na forma de deidades relacionadas à fertilidade, abundância e fartura, visto em obras pré-históricas como a Vênus de Willendorf. Em 2006, análises na Caverna de Cosquer constataram que a grande maioria das impressões de mãos pré-históricas nas paredes da gruta eram de mãos femininas. Segundo os especialistas Jean Michel Chazine e Arnaud Noury, percebe-se que não havia distinção hierárquica entre as atividades desempenhadas pelos homens (como a caça) e pelas mulheres (como a agricultura), tendo ambas a mesma valoração. Também não se percebia no Paleolítico qualquer diferenciação entre os ritos funerários entre homens e mulheres.
Entretanto, já a partir das sociedades consideradas basilares da civilização ocidental, como as da Grécia e Roma, o papel da mulher na sociedade já havia sido fortemente reduzido frente ao do homem, de forma que o indivíduo do sexo feminino tivera sua esfera de atuação limitada ao campo doméstico e familiar, jamais alcançando pleno exercício de direitos sociais e políticos permitidos ao sexo masculino, que assumiam as responsabilidades ligadas ao trabalho e chefia. Na Roma Antiga a mulher vivia sob tutela perpétua, jamais gozando de autonomia patrimonial ou política, ficando sob o gerenciamento do pater familias (termo que significa o mais elevado estatuto familiar na época: o marido ou um tutor; homens que, em seu papel familiar, tinha poder absoluto sob sua mulher, como um chefe).

## Implicações

### Papéis de gênero
Muitas mulheres identificam que o machismo é perpetuado através da pressão para criar filhos de uma certa maneira e instilar construções sociais de gênero durante o desenvolvimento de uma criança. Isto é complementado pelo distante relacionamento pai-filho no qual a intimidade e o afeto são normalmente evitados. Esses aspectos configuram o ambiente pelo qual a ideologia se perpetua. Ele cria um sentimento de inferioridade que leva os meninos a alcançar um nível inalcançável de masculinidade, uma busca frequentemente validada pelo comportamento agressivo e apático que observam nos homens ao seu redor e, finalmente, levando-os a continuar o ciclo. As várias características atribuídas ao machismo na literatura das ciências sociais incluem: dominação masculina e subordinação feminina; o controle do comportamento feminino e sexualidade; o uso de agressão física e verbal; embriaguez; a recusa em fazer qualquer coisa percebida como feminina; um forte impulso sexual com poucas restrições sociais; e o desejo de ser pai de muitas crianças, dentro e fora de uniões legais, como um sinal de virilidade e conquista das mulheres. O machismo também tem sido associado a conceitos como invulnerabilidade, coragem, honra, respeito e dignidade, em particular, em torno de questões da família, veneração de suas mães e um senso de obrigação de proteger e sustentar sua família. Embora essas caracterizações tenham sido vistas por alguns pesquisadores e programas como atributos positivos da masculinidade latina, alguns estudiosos feministas alertaram sobre as questões subjacentes de poder e desigualdade de gênero também relacionadas a essas atitudes e comportamentos.
A diferença de poder na relação entre um homem e uma mulher não só cria a norma social do machismo, como também cria o conceito social de marianismo. Isso coloca em foco a ideia de que as mulheres são inferiores e são, portanto, dependentes de seus maridos. Como resultado, elas não só dependem de seus maridos para apoio financeiro, mas no âmbito social são colocadas ao mesmo nível de "crianças com menos de 12 anos, pessoas com doenças mentais e esbanjadores". Por tradição, não só as mulheres recebem oportunidades limitadas no que são capazes de fazer e de ser, mas também são vistas como pessoas que nem conseguem cuidar de si mesmas. Casar-se fornece segurança à mulher sob o sucesso de seu marido, mas também implica um compromisso ao longo da vida para servir seu marido e seus filhos. Enquanto as pressões sociais e as expectativas desempenham um papel enorme na perpetuação do marianismo, essa ideologia também é ensinada às meninas à medida que crescem. Elas aprendem a importância de executar o trabalho doméstico e tarefas domésticas, como cozinhar e limpar, porque este será o papel que vão desempenhar em suas futuras famílias. São ensinadas que estas coisas devem ser feitas bem de modo que possam servir adequadamente suas famílias e evitar a punição e a disciplina de seus maridos.

### Violência
“O machismo como um fator cultural é substancialmente associado à criminalidade, a violência e ilegalidade, independentemente das variáveis de controle estruturais,”. Um aspecto-chave da associação do Machismo à violência é sua influência no comportamento de um homem para provar sua força física. Enquanto força e a resistência são reconhecidas como componentes chave para o estereótipo do machismo, as manifestações de violência e ações agressivas têm se tornado quase esperadas dos homens e têm sido justificadas como produtos desejáveis serem duros e "machos". Pode ser implícito que "se você é violento, você é forte e, portanto, mais homem do que aqueles que recuam ou não lutam".
Os encontros violentos podem resultar do desejo de proteger sua família, amigos e particularmente seus parentes femininos que são vulneráveis às ações do machismo de outros homens. No entanto, através de ciúme, competitividade e orgulho, encontros violentos também são muitas vezes procurados como forma de demonstrar força física para outros. As inseguranças de um homem podem ser alimentadas por uma série de pressões. Estes variam de pressões sociais para "ser um homem" a pressões internas de superar um complexo de inferioridade. Isso pode se traduzir em ações que desvalorizam as características ditas como femininas e enfatizam demais as características de força e superioridade atribuídas à masculinidade.

#### Violência doméstica/sexual

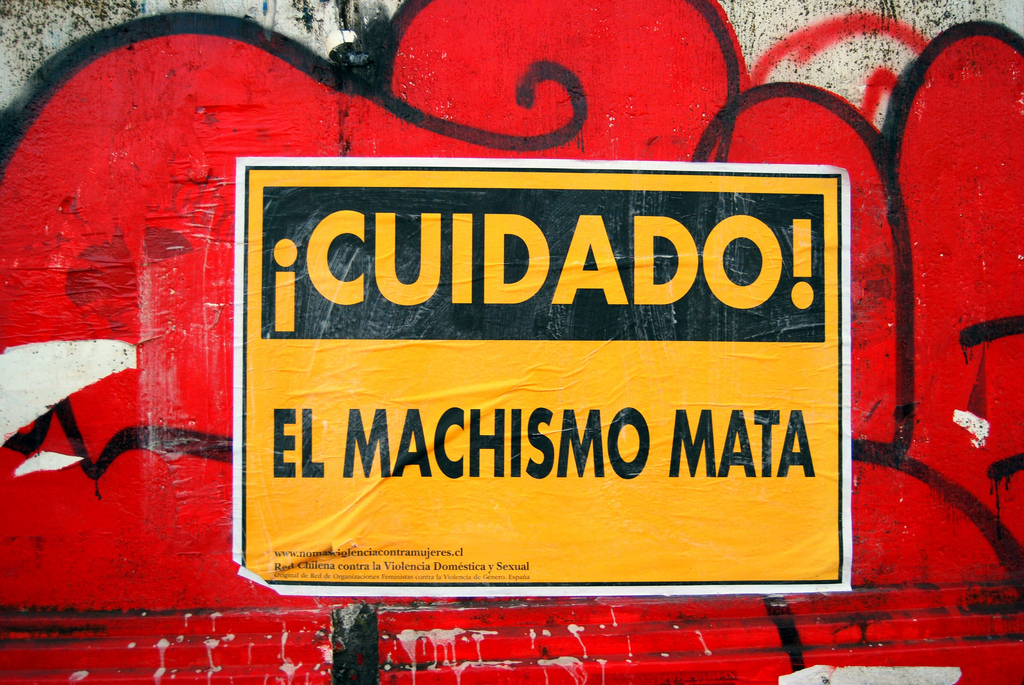
Cartaz de campanha para alertar sobre violência contra a mulher, no Chile.

Em muitos casos, a posição de um homem de superioridade sobre uma parceira pode levá-lo a ganhar controle sobre diferentes aspectos de sua vida. Uma vez que as mulheres são vistas como subservientes aos homens em muitas culturas, os homens muitas vezes têm poder para decidir se sua esposa pode trabalhar, estudar, socializar, participar da comunidade, ou mesmo sair de casa. Com poucas oportunidades para obter uma renda, meios mínimos para obter uma educação, e as poucas pessoas que têm como um sistema de apoio, muitas mulheres tornam-se dependentes de seus maridos financeiramente e emocionalmente. Isso deixa muitas mulheres particularmente vulneráveis à violência doméstica, tanto porque é justificado por essa crença de que os homens são superiores e, portanto, são livres para expressar essa superioridade e porque as mulheres não podem deixar tal relação abusiva, uma vez que dependem de seus maridos para viver.
O conceito de machismo está diretamente ligado a violência doméstica perpetrada por homens contra suas próprias esposas ou companheiras desde que a doutrina do machista muitas vezes considera essas ações apropriadas e justificadas. Cecilia Maria B. Sardenburg (1994) disse "Durante o período colonial, o Brasil estava sob as Ordenações Filipinas, um legado da dominação da Espanha sobre Portugal. Segundo as Ordenações, a esposa não era exatamente a propriedade de seu marido, mas ele tinha total controle sobre ela e sua vida. Em caso de adultério por parte da esposa, o marido/patriarca tinha todo o direito de matá-la, em defesa da honra da família. Muitos homens que matam suas esposas no Brasil ainda são condenados, alegando que fizeram isso em defesa da honra - "a honra do macho".

### Doenças sexualmente transmissíveis
Uma implicação do conceito de machismo é a pressão para que um homem seja sexualmente experiente. A infidelidade masculina é prática comum em muitas culturas, já que os homens não são tão esperados para manter quase o mesmo nível de castidade que as mulheres. Enquanto isso, as meninas são muitas vezes levadas a tolerar um parceiro infiel, uma vez que é uma parte da cultura do machismo. Como tal, isso coloca as populações em risco de transmissão de DSTs, à medida que os homens buscam múltiplos parceiros sexuais com pouca interferência de suas esposas ou da sociedade. O risco é ainda mais acentuado pela falta de uso de preservativos por homens que são mal-educados sobre a eficácia da proteção do preservativo contra as ITS e a crença de que isso não aconteceria com eles. Essa mentalidade também impede os homens de serem testados para saber se são HIV positivos, o que os leva a espalhar DSTs sem ter conhecimento disso. Em muitas comunidades latinas, o machismo e o catolicismo contribuem para atitudes homofóbicas que dificultam os esforços em alcançar jovens gays e bissexuais latinos com informações sobre prevenção do HIV.

### Sexualidade e orientação sexual
Para os homens em muitos países, seu nível percebido de masculinidade determina a quantidade de respeito que recebem na sociedade. Como os homens homossexuais são associados com atributos femininos, eles são percebidos com menor nível de masculinidade e, como resultado, eles recebem menos respeito do que os homens heterossexuais na sociedade. Isso, por sua vez, pode limitar sua "capacidade de alcançar uma mobilidade social ascendente, serem levados a sério ou ocupar posições de poder". Além disso, porque a homossexualidade é vista como tabu ou mesmo pecado nas fés cristãs, os homens homossexuais tendem a carecer de um sistema de apoio, deixando muitos incapazes de expressarem sua verdadeira sexualidade. Para lidar com essa opressão, eles devem fazer a escolha de se conformarem à heteronormatividade e reprimir sua identidade homossexual, assimilar ideais e práticas masculinas, mantendo sua identidade homossexual em privado, ou expressar abertamente sua homossexualidade e sofrer ostracismo Da sociedade. Isso cria uma hierarquia de homossexualidade correspondente a quanto "respeito, poder e status social" um homem homossexual pode esperar receber. Quanto mais um homem age de acordo com a estereotipada masculinidade hegemónica heterossexual, mais alto será o seu posto na hierarquia social.
O machismo não impede os homens de se envolverem em relações sexuais com outros homens, desde que o homem assuma o papel de ativo na relação sexual. O homem que é sexualmente receptivo ou passivo é colocado no papel da mulher e é, portanto, considerado homossexual. Os efeitos das visões negativas do machismo sobre a autoestima e o comportamento dos gays mexicanos por exemplo, muitas vezes se tornam uma questão clínica, a homofobia e o racismo internalizados são frequentemente o resultado de anos ouvindo ou observando o que acontece com homens que violam as normas do machismo, comentários e ações homofóbicas tornam-se gravados nas mentes dos jovens que lutam para confessar sentimentos de atração sexual por outros meninos ou homens.

## Literatura
Em toda a literatura popular, o termo tem continuado a ser associado com as características negativas. Por exemplo, sexismo, misoginia, chauvinismo e hipermasculinidade e masculinidade hegemônica. Pesquisadores caracterizam macho men como violentos, rudes, mulherengos e propensos ao alcoolismo. Autores de uma variedade de disciplinas que tipificavam os homens como dominadores através da intimidação, seduzindo e controlando mulheres e crianças através da violência e da intimidação.